# Gottfried Schmutz
Gottfried Schmutz (Hagenbuch, cantó de Zúric, 26 d'octubre de 1954) és un ciclista suís, que fou professional entre 1977 i 1987. En el seu palmarès destaquen tres campionats nacionals en ruta, el 1978, 1980 i 1985, així com alguna etapa en curses d'una setmana.

## Palmarès
- 1978
  -  Campió de Suïssa en ruta
- 1979
  - 1r al Tour de Berna
- 1980
  -  Campió de Suïssa en ruta
  - 1r a l'A través de Lausana i vencedor de 2 etapes
- 1981
  - Vencedor d'una etapa a la Volta a Suïssa
- 1985
  -  Campió de Suïssa en ruta
  - 1r al Gran Premi de Lugano
- 1986
  - Vencedor d'una etapa a la Tirrena-Adriàtica